# Nesaegocera comorana
Nesaegocera comorana är en fjärilsart som beskrevs av Jordan 1926. Nesaegocera comorana ingår i släktet Nesaegocera och familjen nattflyn. Inga underarter finns listade i Catalogue of Life.